# فيكتور كوريا
فيكتور كوريا Victor Correia (بالفرنسية: Victor Correia)‏، من مواليد 12 يناير 1985، لاعب كرة قدم غيني.
بدأ مسيرته الكروية مع نادي فيلو ستار في عام 2004، وفي عام 2005 انتقل إلى نادي ساتلايت، وفي عام 2006 انتقل إلى نادي لوكيرين البلجيكي، ولعب معهم في 7 مباريات، وفي عام 2006 انتقل إلى نادي لواساني سبورت، ولعب معهم 13 مباراة وسجل هدف واحد، ومنذ عام 2007 وهو يلعب مع نادي تشيربورغ.
و هو يلعب مع منتخب غينيا لكرة القدم منذ عام 2005.

## روابط خارجية
- فيكتور كوريا على موقع رابطة كرة القدم الفرنسية للمحترفين (الإنجليزية)
- فيكتور كوريا على موقع قاعدة بيانات كرة القدم.إي يو (الإنجليزية)
- فيكتور كوريا على موقع ناشيونال فوتبول تيمز (الإنجليزية)
- فيكتور كوريا على موقع Soccerway.com (الإنجليزية)